# بسنت مسعد
بسنت مسعد محمد حسن هي بطلة وثب عالي، وُلدت في 30 سبتمبر عام 1993. حصلت على العديد من الميداليات الذهبية والفضية.

## مسيرتها
بدأت بسنت التدريب وشاركت ببطولة القاهرة تحت 12 سنة، ونجحت في الوثب على ارتفاع قدره 1.20 متر، لتحقق رقمًا مصريًا جديدًا. كان هذا الفوز بم ثابة استمرار بسنت برياضة الوثب العالي والمشاركة في المزيد من البطولات، لتنضم للمنتخب المصرى في سن 12 عامًا. شاركت في أول بطولة دولية لها في تركيا، وحصلت على المركز الأول في البطولة، وحققت رقمًا مصريًا جديدًا مرة أخرى. شاركت بسنت في العديد من البطولات العربية والأفريقية والدولية، وأحرزت عدة ميداليات، منها الميدالية الذهبية عام 2010 في أول مشاركة في بطولة أفريقية. تأهلت بعد ذلك إلى أوليمبياد الناشئين بسنغافورة، وحصلت على المركز السابع.
في عام 2014، أحرزت الميدالية الفضية في البطولة الأفريقية، وتأهلت لبطولة كأس القارات بالمغرب، لتصبح المصرية الأولى التي تتأهل للبطولة في رياضة ألعاب القوى، وخاضت البطولة باسم قارة أفريقيا، وليس فقط باسم مصر. وحصلت بسنت علي المركز الثالث ببطولة أفريقيا للوثب العالي وهي أول مصرية تتأهل لكأس القارات التالية للبطولة.